# Казалночето
Казалночето (итал. Casalnoceto) је насеље у Италији у округу Алесандрија, региону Пијемонт.
Према процени из 2011. у насељу је живело 777 становника. Насеље се налази на надморској висини од 162 м.

## Становништво
| 1936. | 1951. | 1961. | 1971. | 1981. | 1991. | 2001. | 2011. |
| ----- | ----- | ----- | ----- | ----- | ----- | ----- | ----- |
| 1.325 | 1.323 | 1.182 | 925   | 950   | 882   | 877   | 1.015 |